# Taveuni
Taveuni (IPA: [ta ße u ni]) je s celkovou rozlohou 435 km² po Vanua Levu a Viti Levu třetím největším ostrovem Fidži. Nachází se na 16,88° jižní šířky a 179,95° východní délky. Ostrovem prochází datová hranice. Na Taveuni žije přibližně 9 000 obyvatel (podle sčítání v r. 1996) z nichž tři čtvrtiny jsou původní Fidžijci. Sopečný ostrov doutníkovitého tvaru leží 6,5 km východně od Vaua Levu. Kříží průliv Somosomo a je částí severního fidžijského obvodu. Taveuni oplývá bohatou květenou. Někdy se nazývá ostrovní zahradou. Je populární turistickou destinací.

## Poloha a charakter území
Ostrov je 10,5 kilometrů široký a 42 kilometrů dlouhý. Na východní straně ostrova napadne až 10 metrů srážek ročně, na rozdíl od západní strany ostrova chráněné vulkanickým hřebenem od jihovýchodních pasátů. Vulkanické pohoří táhnoucí se po celé délce ostrova zahrnuje druhý nejvyšší fidžijský vrchol Uluigalau s 1241 metry nadmořské výšky.

## Biologie
Na Taveuni se vyskytují veškeré původní fidžijské rostliny a živočichové. Na rozdíl od ostatních oblastí na Fidži byli ušetřeni důsledků devastace krajiny při obhospodařování půdy. 

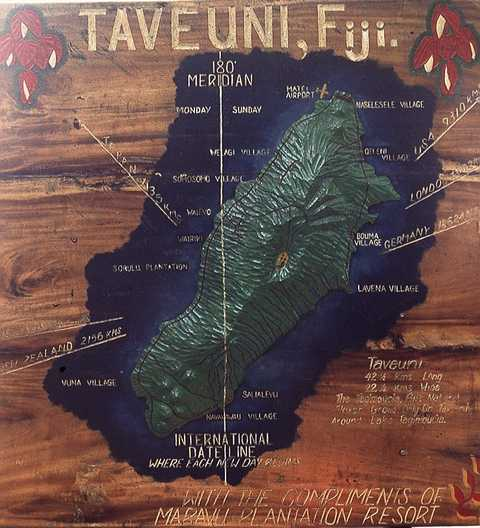
Mapka ostrova s vyznačením datové hranice (poledník 180° východní délky)

To, že se na ostrov nedostaly promykovité šelmy, sehrálo významnou roli pro přežití místních suchozemských krabů, unikátních fidžijských kaloňů dlouhoocasých (Notopteris macdonaldi) a jedinečných druhů palem. Taveuni je též domovem holuba zlatého (Ptilinopus victor), loriho límcového (v místním jazyce kula) a flétňáka australského (Gymnorhina tibicen) dovezeného na ostrov za účelem kontroly škůdců na palmových plantážích. Byly založeny dvě rezervace na ochranu fidžijské divoké přírody a to Ravilevu Nature Preserve na východním pobřeží, a Taveuni Forest Preserve ležící uprostřed ostrova.
Jedním z nejzajímavějších turistických míst je jezero Tagimaucia. Leží v sopečném kráteru ve výšce 800 metrů. Na ostrově jsou též nejznámější fidžijské vodopády Bouma. Útes Vuna a Duhový útes jsou proslulé pro potápění.
Mnoho z taveunijských atrakcí leží pod vodou. Kolem ostrova jsou tři významné potápěčské oblasti. Na sever od Taveuni leží ostrovy Qamea a Matagi s jejich okolními útesy.

## Osídlení
Obyvatelstvo je soustředěno převážně na závětrné západní straně ostrova. V půli západního pobřeží leží hlavní administrativní centrum Waiyevo. Nejvíce obyvatel žije v dvojvesnici Somosomo a Naqara. Tradičním domovem Tui Cakau, jednoho z nejvyšších fidžijských náčelníků je Somosomo. Je považováno za hlavní město Tovata konfederace, zatím co Naqara, kde se usídlili indo-fidžijští osadníci, je hlavním komerčním centrem ostrova.

## Historie
Prvním Evropanem který spatřil Taveuni byl roku 1643 Abel Tasman. Díky špatné viditelnosti považoval dva vrcholy Taveuni za oddělené ostrovy.
Historicky byla za hlavní vesnici považována Vuna, ale rodové války nakonec ustanovili za nadřazenou Somosomo. Koncem 60. let 19. stol. tonžský válečník Enele Ma'afu, který si podrobil souostroví Lau, byl poražen Seru Epenisa Cakobauem v boji v Somosomo. Několik ostrovů které náležely Ma'afuovi byly Cakobauem prodány Evropským osadníkům coby trest pro Ma'afua a jejich obyvatelé byli vystěhováni na Taveuni. Vesnice Lovonivonu a Kanacea jsou obydleny jejich potomky.

## Ekonomika
Kopra je tradičně nejdůležitějším produktem Taveuni a vždy byla základem místní ekonomiky. V poslední době přechází zdejší rolníci též k pěstování tara, kavy a ostatních specialit jako vanilky, tropického ovoce a kávy. Během americké občanské války se na Taveuni pěstovala bavlna, která se vyvážela do Evropy. Po krátkou dobu se též pěstovala cukrová třtina. Z dobytka se zde chovají ovce, skot a drůbež, ale jejich produkce zaostává za ekonomicky důležitější produkcí plodin.
V nedávné době začala místní ekonomii přispívat i rozvíjející se turistika s desítkou malých letovisek poskytujících ubytování návštěvníkům a zaměstnání a možnosti pro podnikání místním obyvatelům.

## Jazyk
V taveunijském dialektu fidžijštiny je zřejmý vliv blízké Tongy. Jedním z nejvýraznějších rysů je nahrazení hlásky „k“ tzv. glottal stopem (česky rázem). Tui Cakau potom místně zní jako Tui Ka'au.